# Eumecopoda moluccarum
Eumecopoda moluccarum är en insektsart som först beskrevs av Griffini 1908.  Eumecopoda moluccarum ingår i släktet Eumecopoda och familjen vårtbitare. Inga underarter finns listade i Catalogue of Life.